# Apple M3
Apple M3 — це серія систем на чіпі (SoC) на базі архітектури ARM , розроблених компанією Apple Inc. для використання як центрального (CPU) і графічного процесорів (GPU) у настільних комп'ютерах і ноутбуках Mac . Це третє покоління процесорів на основі архітектури ARM, призначених для комп'ютерів Apple Mac, після переходу від Intel Core до Apple silicon, які прийшли на зміну процесорів Apple M2 . Apple анонсувала процесори M3 30 жовтня 2023 року під час онлайн-заходу Scary Fast , який був присвячений темі Хелловіну , разом із новими моделями iMac і MacBook Pro, які використовують ці процесори.

## Дизайн
Серія процесорів M3 є першими процесорами від Apple, які виготовляються за технологією 3 нм і призначені для настільних ПК і ноутбуків. Їх виготовляють фабрика TSMC.

### ЦП
- M3: 8-ядерний ЦП з 4 високопродуктивними ядрами та 4 енергоефективними ядрами
- M3 Pro: 11- або 12-ядерні ЦП з 5 або 6 високопродуктивними і 6 енергоефективними ядрами
- M3 Max: 14- або 16-ядерні ЦП з 10 або 12 високопродуктивними і 4 енергоефективними ядрами

### GPU
Перероблений графічний процесор включає такі функції, як динамічне кешування, затінення сітки та апаратне прискорення трасування променів.
Технологія динамічного кешування (англ. Dynamic Caching) виділяє локальну пам'ять у режимі реального часу. На відміну від звичайних підходів, динамічне кешування гарантує використання лише точної кількості пам'яті, необхідної для завдання, таким чином оптимізуючи використання пам'яті та потенційно підвищуючи продуктивність і ефективність. Це особливо корисно для завдань із інтенсивним використанням графіки, де динамічний розподіл пам'яті може бути критичним.

### Пам'ять
Уніфікована архітектура пам'яті M3 подібна до такої ж у процесорах покоління M2; процесори M3 використовують пам'ять 6400 МТ/с LPDDR5 SDRAM . Як і в попередніх SoC серії M, можливе використання як звичайної RAM, так і відеоRAM. M3 має 8 контролерів пам'яті, M3 Pro — 12, а M3 Max — 32. Кожен контролер має 16-бітну ширину та може отримати доступ до 4 ГБ оперативної пам'яті.
Процесори M3 Pro і 14-ядерний M3 Max мають меншу пропускну здатність пам'яті, ніж відповідно M1/M2 Pro і M1/M2 Max. M3 Pro має 192-розрядну шину пам'яті, тоді як M1 і M2 Pro мали 256-розрядну шину, як результат має пропускну здатність лише 150 ГБ/с проти 200 ГБ/с у попередників. 14-ядерний M3 Max підтримує лише 24 із 32 контролерів, тому має 300 ГБ/с проти 400 ГБ/с для всіх моделей M1 і M2 Max, тоді як 16-ядерний M3 Max має таку ж пропускну здатність 400 ГБ/с, як і у попередніх моделях M1 і M2 Max.

### Інші особливості
M3 містить спеціальне апаратне забезпечення нейронної мережі в 16-ядерному "Нейронному двигуні" (англ. Neural Engine), здатному виконувати понад 18 трильйонів операцій на секунду. Іншими компонентами є процесор сигналу зображення, контролери зберігання даних PCIe, Secure Enclave і USB4, який підтримує Thunderbolt 4.

#### Штучний інтелект
Apple спеціально націлилася на розробку та використання штучного інтелекту, як за допомогою Neural Engine, так і зі збільшенням максимальної пам'яті (128 GiB) M3 Max, що дозволяє використовувати моделі ШІ з великою кількістю параметрів. Apple заявляє про підвищення продуктивності на 15 % для робочих навантажень AI на M3 (порівняно з попереднім поколінням M2).

#### Відео
На процесорах M3 заявлена підтримка кодеків, перелік яких включають: 8K H.264, 8K H.265 (8/10 біт, до 4:4:4), 8K Apple ProRes, VP9, декодування JPEG і AV1.

## Продукція Aple, в якій використано процесори серії M3

### M3
- MacBook Pro (14 дюймів, листопад 2023 р.)
- iMac (24 дюйми, 2023)

### M3 Pro
- MacBook Pro (14 і 16 дюймів, листопад 2023 р.)

### M3 Max
- MacBook Pro (14 і 16 дюймів, листопад 2023 р.)

## Варіанти
У таблиці показані різні реалізації SoC.
| Варіант | ЦП     | ЦП     | Графіка            | Графіка | Кількість ядер у Нейронному двигуні | Пам'ять    | Пам'ять                    | Кількість транзисторів |
| Варіант | P-ядра | E-ядра | Кількість ядер GPU | АЛП     | Кількість ядер у Нейронному двигуні | Контролери | Пропускна здатність (ГБ/с) | Кількість транзисторів |
| ------- | ------ | ------ | ------------------ | ------- | ----------------------------------- | ---------- | -------------------------- | ---------------------- |
| A17 Pro | 2      | 4      | 6                  | 768     | 16                                  | 4          | 51,2                       | 19 мільярдів           |
| M3      | 4      | 4      | 8                  | 1024    | 16                                  | 8          | 102,4                      | 25 мільярдів           |
| M3      | 4      | 4      | 10                 | 1280    | 16                                  | 8          | 102,4                      | 25 мільярдів           |
| M3 Pro  | 5      | 6      | 14                 | 1792    | 16                                  | 12         | 153,6                      | 37 мільярдів           |
| M3 Pro  | 6      | 6      | 18                 | 2304    | 16                                  | 12         | 153,6                      | 37 мільярдів           |
| M3 Max  | 10     | 4      | 30                 | 3840    | 16                                  | 24         | 307,2                      | 92 мільярди            |
| M3 Max  | 12     | 4      | 40                 | 5120    | 16                                  | 32         | 409,6                      | 92 мільярди            |

1. ↑  Високоефективні ядра (англ. Performance Cores)
2. ↑  Енергоефективні ядра
3. ↑  Кожне графічне ядро містить 16 функціональних блоки
4. ↑  Кожен контролер пам'яті LPDDR5 містить 16-бітні канали пам'яті і може надавати доступ до 4GiB пам'яті[14]